# Ramiro Galarza
Ramiro Galarza (Acebal, Provincia de Santa Fe, 27 de agosto de 1981) es un expiloto argentino y actual propietario de equipo de automovilismo de velocidad. Desarrolló su carrera deportiva a nivel nacional, compitiendo en las dos clases del Turismo Nacional y en la divisional TC Pista de la Asociación Corredores de Turismo Carretera. Durante su paso por el TN, debutó en su Clase 2 en el año 2003, y fue subcampeón en el año 2004, por detrás de eventual campeón Juan Pedro Heguy. En el año 2005 ascendió a la Clase 3 donde compitió en dos etapas: 2005-2006 y 2011. Tras su paso por estas divisionales, en 2007 resolvió incorporarse a la divisional TC Pista de ACTC, desde donde también supo dar forma a su propio equipo de competición, el Galarza Racing, con el cual anunció su retiro definitivo en 2017, dedicándose plenamente a la dirección del mismo.
Durante su etapa como jefe de equipo, supo consolidar su estructura dentro de la divisional TC Pista de la ACTC, incursionando en 2017 junto al piloto Oscar Sánchez y concretando en 2019 el ingreso de su equipo en el Turismo Carretera junto al piloto Nicolás Trosset. En el año 2020, Galarza firmó un acuerdo junto al chasista Alberto Canapino y el empresario Mauro Medina, para expandirse dentro de las divisiones inferiores de ACTC, conformando la estructura RUS Med Team y sirviendo como primer soporte técnico y logístico para la misma. Sin embargo, tras el cese de las actividades deportivas a causa de la pandemia por COVID-19 declarada en Argentina a inicios de 2020, esta sociedad se dividió, retornando Galarza a su trabajo 100% propio. Tras esta alternativa, en 2021 celebró un acuerdo con el empresario Juan Alfonso Garro, por el cual (en una modalidad similar a la realizada con RUS Med Team el año anterior) concretó su unión a la estructura SAP Team de TC Pista Mouras, sirviendo nuevamente como soporte técnico.

## Trayectoria deportiva
| Temporada | Categoría                                | Equipo                 | Coche           | Carreras | Victorias | Podios | Poles  | VR     | Puntos | Pos.   |
| --------- | ---------------------------------------- | ---------------------- | --------------- | -------- | --------- | ------ | ------ | ------ | ------ | ------ |
| 2003      | Clase 2 del Turismo Nacional             | JCB Motorsport         | Chevrolet Corsa | 12       | 1         | 1      | 0      | 0      | 71.00  | 9.º    |
| 2004      | Clase 2 del Turismo Nacional             | JCB Motorsport         | Chevrolet Corsa | 11       | 2         | 5      | 0      | 0      | 237.00 | 2.º    |
| 2005      | Clase 3 del Turismo Nacional             | Miguel Alisi Racing    | Honda Civic 5p  | 12       | 0         | 1      | 0      | 0      | 106.00 | 13.º   |
| 2006      | Clase 2 del Turismo Nacional             |                        | Volkswagen Gol  | 1        | 0         | 0      | 0      | 0      | 11.00  | 51.º   |
| 2006      | Clase 3 del Turismo Nacional             | Martos Competición     | Ford Focus I    | 11       | 1         | 1      | 0      | 0      | 154.00 | 5.º    |
| 2007      | TC Pista                                 | DG Racing by Di Meglio | Dodge Cherokee  | 8        | 0         | 0      | 0      | 0      | 42.50  | 28.º   |
| 2008      | TC Pista                                 | DG Racing              | Dodge Cherokee  | 12       | 0         | 2      | 0      | 0      | 84.00  | 16.º   |
| 2009      | TC Pista                                 | DG Racing              | Dodge Cherokee  | 15       | 0         | 0      | 0      | 1      | 110.50 | 15.º   |
| 2009      | TC Pista                                 | Alifraco Sport         | Chevrolet Chevy | 1        | 0         | 0      | 0      | 0      | 110.50 | 15.º   |
| 2010      | TC Pista                                 | DG Racing              | Dodge Cherokee  | 13       | 0         | 1      | 0      | 0      | 83.00  | 16.º   |
| 2010      | TC 4000 Standard Santafesino             | Abrate Sport           | Chevrolet Chevy | 1        | 0         | 0      | 0      | 0      | 0.00   | Inv.   |
| 2011      | TC Pista                                 | Galarza Racing         | Dodge Cherokee  | 14       | 0         | 0      | 0      | 0      | 69.50  | 20.º   |
| 2012      | TC Pista                                 | Galarza Racing         | Dodge Cherokee  | 11       | 0         | 0      | 0      | 0      | 84.50  | 20.º   |
| 2012      | Clase 3 del Turismo Nacional             | Boero Carrera Pro      | Citroën C4 5p   | 3        | 0         | 0      | 0      | 0      | 6.00   | 51.º   |
| 2013      | TC Pista                                 | Galarza Racing         | Dodge Cherokee  | 16       | 0         | 0      | 0      | 0      | 418.00 | 5.º    |
| 2014      | TC Pista                                 | Galarza Racing         | Dodge Cherokee  | 13       | 0         | 0      | 0      | 0      | 283.50 | 20.º   |
| 2015      | TC Pista                                 | Galarza Racing         | Dodge Cherokee  | 1        | 0         | 0      | 0      | 0      | 0.00   | 42.º   |
| 2016      | TC Pista                                 | Galarza Racing         | Dodge Cherokee  | 4        | 0         | 0      | 0      | 0      | 84.00  | 30.º   |
| 2017      | TC Pista                                 | Galarza Racing         | Dodge Cherokee  | 4        | 0         | 0      | 0      | 0      | 85.00  | 33.º   |
| 2018      | Torneo de pilotos invitados de TC Mouras | Galarza Racing         | Dodge Cherokee  | 1        | 0         | 0      | 0      | 0      | 13.50  | 31.º   |
| Fuente:   | [ 12 ]                                   | [ 12 ]                 | [ 12 ]          | [ 12 ]   | [ 12 ]    | [ 12 ] | [ 12 ] | [ 12 ] | [ 12 ] | [ 12 ] |

## Palmarés

### Como piloto
| Título     | Categoría                    | Marca           | Año  |
| ---------- | ---------------------------- | --------------- | ---- |
| Subcampeón | Clase 2 del Turismo Nacional | Chevrolet Corsa | 2004 |

### Como propietario de equipo
| Título  | Categoría       | Piloto            | Marca          | Año  |
| ------- | --------------- | ----------------- | -------------- | ---- |
| Campeón | TC Pista Mouras | Gaspar Chansard   | Dodge Cherokee | 2021 |
| Campeón | TC Pista Mouras | Ignacio Faín      | Dodge Cherokee | 2022 |
| Campeón | TC Pista Mouras | Lucas Bohdanowicz | Dodge Cherokee | 2024 |